# Eduard Neuwirth
Eduard „Edi“ Neuwirth (* 31. März 1922 in Stockerau; † 19. Oktober 1997 ebenda) war ein österreichischer Fußballspieler auf der Position eines Stürmers und Linksverbinders, der gegen Ende seiner aktiven Karriere als Spielertrainer und danach nur mehr als Fußballtrainer tätig war.

## Karriere
Eduard Neuwirth wurde am 31. März 1922 als Sohn des Arbeiters Rudolf Neuwirth (* 19. März 1899 in Stockerau; † 24. Dezember 1968 ebenda) und dessen Ehefrau Antonia (geborene Tomašek; * 7. Oktober 1894 in Bihasowitz(?) bei Mährisch Kromau; † unbekannt) in Stockerau geboren und am 9. April 1922 auf den Namen Eduard getauft. Seine Eltern hatten hier am 29. Juni 1916 geheiratet. Seine Großeltern väterlicherseits waren der Tischler Gustav Neuwirth und dessen Ehefrau Anna (geborene Nikl). Seine Großeltern mütterlicherseits waren der Taglöhner Vinzenz Tomašek und dessen Ehefrau Anna (geborene Tichovsky). Zu den Geschwistern Eduard Neuwirths zählten der noch als Säugling verstorbene Franz (*/† 1919), die Schwester Berta Anna (* 1921; † 1990) und die am 2. Jänner 1925 geborene Hildegard.
Neuwirth begann seine Fußballkarriere als Siebenjähriger und konnte als 15-Jähriger im Jahre 1937 erste Einsätze in der Kampfmannschaft des ASV Stockerau verzeichnen. Bereits mit 16 Jahren bzw. laut anderen Quellen mit 17 Jahren (1939) wurde er in die niederösterreichische Landesauswahl berufen, der er insgesamt zehnmal angehörte. Als Beamter der Österreichischen Bundesbahnen verbrachte Neuwirth den Großteil seiner sportlichen Karriere bei seinem Heimatklub, dem ASV Stockerau bzw. dem TuS Stockerau in der Gauklasse Niederdonau, und war bereits in jungen Jahren äußerst torgefährlich. Um 1940/41 trat er kurzzeitig für den SK Admira Wien in der Gauliga Ostmark in Erscheinung. Laut Transfermarkt.de kam er zwischen Dezember 1940 und März 1941 in neun Ligaspielen zum Einsatz und erzielte dabei vier Tore. Sein erstes Spiel absolvierte er dabei am 15. Dezember 1940 bei einem 3:3-Auswärtsremis gegen den Wiener Sport-Club, als er unter Trainer Johann Skolaut in der 24. Spielminute zum vorzeitigen 2:2-Ausgleich traf. Seine letzte nachweisbare Partie für Admira Wien war ebenso ein 3:3-Auswärtsremis – gegen den Floridsdorfer AC am 30. März 1941. Danach wurde er von der Wehrmacht eingezogen und versah seinen Kriegsdienst, wobei er in Kriegsgefangenschaft geriet. Am 18. November 1944 heiratete der damals 22-Jährige in seiner Heimatpfarre die damals 20 Jahre alte Edeltraut (auch Edeltraud) Maria Wimmer (* 10. März 1924 in Spillern; † 15. Dezember 2010 in Stockerau).
Nach Ende des Zweiten Weltkriegs kehrte er wieder zum ASV Stockerau zurück, dem er in der Folge von 1945 bis 1954 angehörte. 1946 wurde er mit der Mannschaft Meister der Gruppe Nord II und Vizemeister der Niederösterreichischen Landesliga, wofür er das Meisterschaftsdiplom der Gruppenmeisterschaft Nord erhielt. Im Jahr 1949 wurde er mit der Bronzenen Cupmedaille ausgezeichnet. Weiters wurde er im Laufe seiner Karriere mit der Silbernen Ehrennadel des NÖFV geehrt.
Im Jahr 1954 – anderen Quellen zufolge erst 1955 – trat er als Spielertrainer dem ASC Marathon Korneuburg bei und gehörte diesem bis 1956 an. Danach absolvierte er die Spielzeit 1956/57 als Spielertrainer bei der SV Stockerau 07 und wurde mit dieser Meister der 2. Liga Nordwest. 1958/59 war er Spieler der SV Heid Stockerau und von 1959 bis 1962 war er als Spielertrainer beim SV Spillern tätig. In diese Zeit fielen der Vizemeistertitel in der Gruppe Wagram 1960, wobei Neuwirth mit 15 Treffern mannschaftsinterner Torschützenkönig wurde, sowie Meistertitel in der Gruppe Wagram 1961, wobei er mit ebenfalls 15 Toren erneut den ersten Platz in der mannschaftsinternen Torschützenliste belegte.
Über seinen weiteren Karrieregang ist nichts Näheres bekannt; im Frühjahr 1977 kehrte er wieder als Trainer der Kampfmannschaft des SV Spillern zurück, beendete sein dortiges Engagement jedoch bereits nach wenigen Wochen wieder.
Am 26. August 1993 trat das Ehepaar Neuwirth aus der römisch-katholischen Kirche aus; vier Jahre später, am 19. Oktober 1997, starb Eduard Neuwirth im Alter von 75 Jahren in seinem Haus in der Schießstattgasse 48 in Stockerau. Er wurde am örtlichen Friedhof beerdigt; seine Frau überlebte ihn um 13 Jahre und wurde nach ihrem Tod im Landesklinikum Stockerau an seiner Seite bestattet. Ebenso hier begraben liegt die gemeinsame Tochter Eveline (1950–2017).